# Мутант-59
«Мутант-59» (англ. Mutant 59: The Plastic Eater) — научно-фантастический роман английских писателей Кита Педлера и Джерри Дэвиса. В романе описываются непредвиденные и катастрофические последствия биологического эксперимента: выведенный учёным особый штамм бактерий неконтролируемо распространился и стал уничтожать пластмассу, что привело к значительным жертвам и разрушениям.

## История
Кит Педлер, врач-офтальмолог, возглавлявший кафедру электронной микроскопии в Лондонском университете, в 1960-х гг. был привлечён в качестве научного консультанта популярного британского телесериала «Доктор Кто». В ходе работы над сценарием он сотрудничал с редактором и сценаристом Джерри Дэвисом. В 1970 году они вместе создали научно-фантастическую программу «Тревога» (или «Вахта конца света», Doomwatch), посвящённую научным открытиям, которые могут нести человеку неожиданную угрозу. Эта программа, состоявшая из нескольких десятков выпусков, показывалась на канале BBC One с 1970 по 1972 год.
Самый первый эпизод, под названием «Пожиратели пластмассы» (The Plastic Eaters), вышел 9 февраля 1970 года и был положен создателями в основу романа «Мутант-59». Он был опубликован на английском языке лондонским издательством «Souvenir Press» в 1971 году, затем неоднократно переиздавался (причём как в варианте названия Mutant 59: The Plastic Eater, так и Mutant 59: The Plastic Eaters) и переводился на иностранные языки. «Мутант-59» стал первым из трёх совместных романов Педлера и Дэвиса.
Сокращённый русский перевод К. Сенина (псевдоним О. Г. Битова, под которым публиковались его переводы фантастической литературы.) вышел в 1975 году в № 1—3 журнала «Наука и жизнь», в том же году отдельной книгой была издана полная версия. Впоследствии роман неоднократно переиздавался, чаще в новом переводе О. Битова.

## Сюжет
Действие происходит в Лондоне в декабре 1975 года. За короткий промежуток случается сразу несколько катастроф, как будто не связанных между собой: падает космический корабль, недалеко от Хитроу терпит крушение авиалайнер, в океане пропадает атомная подводная лодка «Тритон». В Лондоне из-за сбоя оборудования ломается компьютерная система управления дорожным движением, что приводит к жертвам.
Главный герой, биолог Люк Джеррард, работает в научном агентстве Арнольда Креймера, специализирующегося на разработке новых видов пластмасс. Ему поручают проверить жалобу на поломку робота в супермаркете; он едет туда вместе с Анной Креймер (женой Арнольда Креймера, освещающей для прессы новости науки) и видит, что в пластмассовом механизме робота произошли необъяснимые деформации. Пытаясь понять причину произошедшего, Джеррард вспоминает, что причиной недавних катастроф были такие же необъяснимые дефекты изоляции на проводах. Он встречается с математиком Лайонелом Слейтером, разработчиком системы управления дорожным движением, а также с членами комиссии по расследованию причин аварии. Однако гипотеза о том, что виной происшествий является какой-то внутренний дефект новых видов пластмассы, не находит понимания ни в комиссии, ни в агентстве Креймера, который больше обеспокоен возможной потерей прибылей в случае расторжения крупных контрактов на покупку пластмассы.
Тем временем в метро происходит авария, останавливаются поезда. Джеррард, Слейтер и Анна Креймер едут на место аварии и обнаруживают там расползшуюся, оплывшую изоляцию на проводах, а также выделение едких газов. Вскоре скопившиеся газы от соприкосновения с огнём взрываются, что приводит к многочисленным взрывам в центре Лондона — под землёй и на земле, — а также к выходу из строя всех инженерных систем жизнеобеспечения. Джеррард, Слейтер и Анна оказываются запертыми в подземке, где завалило все выходы, и с несколькими другими пассажирами они ищут путь выбраться наружу. Между тем сначала в метро, а потом, через подземные воды, и в центре города распространяется «заражение» любых пластмассовых изделий, которые начинают плавиться и растворяться, а выделяющийся при этом газ нередко взрывается. Центр Лондона оцеплен войсками, все выходящие из него подвергаются дезинфекции.
Наблюдая за распространением заражения в метро, Джеррард понимает, что виной всему какой-то особый вид бактерий, который стал питаться пластмассой. (Попутно сообщается, что это действительно так — такой вид бактерий вывел у себя дома микробиолог Саймон Эйнсли, желая сделать выдающееся открытие и предоставить средство уничтожения пластикового мусора. Однако из-за неожиданной смерти учёного от инфаркта этот штамм — «мутант-59», то есть 59-я разновидность выводимых им бактерий, — попал в канализацию, из-за чего оказался на свободе и стал пожирать пластмассу, постепенно приспосабливаясь и охватывая всё большие территории. Причём решающей пищей для их приспособления стала «саморазрушающаяся бутылка» из нового сорта пластика, разработанного в агентстве Креймера.) К тому же выводу приходят и сотрудники агентства Креймера, изучая образцы заражённой пластмассы под микроскопом. Сам же Креймер летит в США, чтобы сделать доклад о происходящем в НАСА и не допустить отмены выгодных контрактов; однако с ним на борт самолёта попадают бактерии и вскоре так разъедают все пластиковые части, что самолёт взрывается.
Наконец Джеррарду удаётся подняться по вертикальному колодцу к выходу из метро, он выбирается из зоны оцепления и отправляет помощь Слейтеру и Анне. Придя в себя, он с коллегами придумывает способ уничтожить бактерии — распылять ядовитую для бактерий смесь. Проходит несколько дней, ситуация начинает исправляться. На заседании агентства Креймера (контрольный пакет акций которого теперь у Анны, симпатизирующей Джеррарду) новым главой агентства избирают Джеррарда, и он намерен уделять основное внимание не коммерческой выгоде, а борьбе за окружающую среду.

## Отзывы
- Еремей Парнов в послесловии к роману писал[6][7]:

Комментируя заявление американских биохимиков, В. А. Энгельгардт сказал: «Главная угроза заключается не в самих опытах как таковых, а в том, чтобы они не стали предметом оперирования в руках людей легкомысленных и беспечных или же в руках злонамеренных элементов. Против этих опасностей и должны быть направлены первоочередные усилия». Это прекрасный ответ на вопросы, которые поставили перед нами Педлер и Дэвис. Научный поиск — это не слепая езда по неведомым магистралям. Всё зависит от того, где проложены его многоразветвлённые колеи: на твёрдом фундаменте социального равенства и продуманного планирования или же на болотистой почве так называемой «частной инициативы»...

В наши дни, когда многостороннее сотрудничество стран с различным политическим строем стало непреложной реальностью, забота о нашем общем доме-биосфере прочно утвердилась в сердцах людей. Именно ей мы обязаны удовольствию прочитать умную и остро написанную книгу Кита Педлера и Джерри Дэвиса.
- Юлия Сиромолот[8]:

В «Мутанте-59» — и, полагаю, именно поэтому я выделила его среди общей массы «фантастики», — наука представала потусторонней силой. Какой-то безответственной. Неуправляемой…
…роман Пэдлера и Дэвиса дорог мне своеобразным отточенным драматизмом. В нём на диво пропорционально сочетаются гладкая кинодрама и крепкий научный детектив, и каждая часть по-голливудски точно отмерена.

…роман не страдает научной наивностью. Здесь не будет места чудищам из городских легенд, которые образуются из остатков бутерброда лаборанта и трёх капель йода, а затем злобно лезут из канализации, ища, кого бы полностью  превратить в собственную биомассу. Чашки Петри, питательные среды, процесс размножения Мутанта со всеми уникальными особенностями, суть работы микробиолога при выявлении нового вида бактерий, методики и технологии описаны в достаточной степени верно, чтобы дать толчок любознательности юного читателя или поразить воображение тех, кто постарше.

## Научная основа
Повсеместное использования пластмасс в XX веке поставило проблему их утилизации. Так как биодеградация — один из основных природных механизмов уничтожения отходов деятельности человека, — идея была применена авторами по отношению к пластику. В реальности некоторых успехов начали добиваться лишь через 40 лет после выхода романа. Так, в 2009 году канадский студент Дэниел Бард смог вывести микроорганизмы, способные перерабатывать пластиковый мусор (за 6 недель было разрушено 43 % материала). Более того, существует тенденция к использованию биоразлагаемых пластиков (полимеры молочной кислоты и т. п.), которые в условиях компостирования превращаются в минеральные вещества и гумус. Таким образом решается проблема загрязнения природы.
В 2016 году японские биологи нашли новый штамм бактерий, который способен перерабатывать полиэтилентерефталат (ПЭТ) — один из самых распространённых видов пластика. Авторы собрали несколько сотен образцов почвы и грязи вблизи завода по переработке бутылок из ПЭТ и проанализировали, какие виды бактерий обитают в таких условиях. Среди образцов биологам удалось выделить штамм бактерий Ideonella sakaiensis 201-F6, который оказался способен гидролизовать пластик с помощью специальных ферментов. Бактерии способны переработать тонкую (0.2 мм) плёнку полиэтилентерефталата за шесть недель при температуре 30 °C